# Jennifer Tillman
Jennifer Birgitta Tillman, född 26 maj 1984 i Bollnäs i Gävleborgs län, är en svensk tidigare travkusk. Hon var verksam vid Solvalla. Tillsammans med Erik Adielsson var hon en av tränarna i TV-programmet Stjärnkusken som sändes på TV4 under 2015 och 2017.
Tillman utsågs till "Årets Komet" vid Hästgalan för säsongen 2009.
Tillman deltog i Elitloppet för första gången i karriären den 31 maj 2015 som kusk till Royal Fighter, tränad av Per K. Eriksson. Hon blev med detta den tredje kvinnan någonsin att köra i loppet. Ekipaget vann sitt försökslopp före Mosaique Face och slutade därefter på fjärdeplats i finalen. Ekipaget deltog även i 2016 års upplaga av Elitloppet. De kom på andraplats i försöksloppet och kvalificerade sig därmed för sin andra raka final. I finalen slutade de oplacerade bakom vinnaren Nuncio. Tillsammans med Royal Fighter deltog Tillman under säsongen 2015 även i Grupp 1-lopp som Hugo Åbergs Memorial, Åby Stora Pris och Sundsvall Open Trot.
Under hösten 2017 drog Tillman ner på körandet av lopp, då hon väntade barn tillsammans med sambon och travtränaren Henrik Larsson. Den 14 februari 2018 föddes parets son. Tillman annonserade efter det en comeback i sulkyn, vilken skedde den 17 april samma år, men det blev en kort återkomst. 
Jennifer Tillman arbetar som travkommentator och -expert på TV4.

## Segrar i större lopp
| År   | Lopp                         | Häst          | Tränare         |
| ---- | ---------------------------- | ------------- | --------------- |
| 2009 | Travrondens Guldklocka       | Caddie Comet  | Timo Nurmos     |
| 2014 | Bronsdivisionens final, maj  | Royal Fighter | Per K. Eriksson |
| 2014 | Bronsdivisionens final, aug  | Royal Fighter | Per K. Eriksson |
| 2014 | Silverdivisionens final, dec | Food Money    | Thomas Jezek    |
| 2015 | Elitloppet försök            | Royal Fighter | Per K. Eriksson |